# 袁彬 (解放军)
袁彬（1916年—2005年），湖北麻城人，中国人民解放军将领、中国人民解放军少将。
毕业于高等军事学院。1979年，接替杨焕民，担任南京军区空军司令员。1983年，由姜玉田接任。1961年，授中国人民解放军少将军衔。